# Avatar (belgická hudební skupina)
Avatar byla belgická blackmetalová kapela z Lieru v provincii Antverpy založená v roce 1992. Původně hrála black metal, později do své tvorby přidala prvky gothic metalu.
V roce 1994 vyšlo demo Emperors of the Night a v roce 1996 pak debutové studiové album s názvem ...Memoriam Draconis. Celkem má na svém kontě dvě dema a dvě řadová alba. Kapela se rozpadla někdy kolem roku 2000, poté ještě členové krátce působili v gothicmetalové skupině The Avatar (vyšlo jedno demo).

## Diskografie

### Dema
- Emperors of the Night (1994)

### Studiová alba
- ...Memoriam Draconis (1996)
- Millennia (2011) – nahráno v roce 2000, vydáno o 11 let později

### Promo nahrávky
- Promo 98 (1997) – dvouskladbové promo CD